# Isaiah Thomas
Isaiah Jamar Thomas (Tacoma, 7 febbraio 1989) è un cestista statunitense, di ruolo playmaker, professionista nella NBA.

## Caratteristiche tecniche
Di ruolo di playmaker, è un giocatore con ottime capacità tecniche (sia da 2 in penetrazione, dalla media distanza e da 3 punti). e a fornire assist ai compagni; però, a causa della limitata statura patisce molto in fase difensiva.
Con i suoi 175 cm rientra tra i giocatori più bassi nella storia dell'NBA.

## Carriera

### College
Frequenta l'Università del Washington dove gioca con il numero due sulle spalle, lo stesso vestito da Nate Robinson, ex stella NBA, nonché suo mentore. Già da subito il suo impatto nella squadra degli Huskies è molto positivo e, nella sua prima stagione, riesce a mantenere una media di 15,5 punti, 2,6 assist e 3,0 rimbalzi per partita. Inoltre, viene nominato matricola dell'anno della Pac-10. Continua a migliorare le sue medie nei due anni successivi e, il 31 marzo 2011, si rende eleggibile per il Draft NBA.

### Sacramento Kings (2011-2014)
Dopo una buona carriera universitaria nei Washington Huskies (16,4 punti, 3,5 rimbalzi, 4,0 assist e 1,2 palle recuperate di media a partita nell'arco di tre stagioni), viene scelto nel Draft NBA 2011 dai Sacramento Kings con la sessantesima ed ultima scelta. Pur essendo stato scelto nell'ultima posizione del draft, ha fornito subito un buon apporto alla squadra californiana, entrando stabilmente in quintetto da dopo la pausa di febbraio per l'All-Star Game. Il 19 febbraio registra la sua prima doppia-doppia segnando 23 punti e 11 assist contro i Cleveland Cavaliers.
In seguito alle sue buone prestazioni ha vinto in due distinte occasioni (nei mesi di marzo e aprile) il premio come migliore matricola del mese della Western Conference: si tratta di un record, dal momento che nella storia della NBA nessun giocatore scelto all'ultima posizione nel draft era riuscito ad ottenere tale riconoscimento. A fine stagione viene inserito nel NBA All-Rookie Second Team e arriva settimo nelle votazioni per il titolo di Rookie Of The Year.
Il 12 gennaio 2013 segna il suo massimo di punti in carriera in una singola partita NBA (34) contro i Miami Heat. Il successivo 15 febbraio gioca nel Rookie Challenge dell'All-Star Game, nel quale segna 18 punti e serve 10 assist ai compagni in 21 minuti di gioco. Nel suo secondo anno da professionista disputa complessivamente 79 partite, 62 delle quali in quintetto base, con medie di 13,9 punti, 2,0 rimbalzi e 4,0 assist in 26,9 minuti di media a partita.
Il 9 dicembre 2013 ha fatto 12 assist in una partita vinta per 112-97 contro i Dallas Mavericks; eguaglia questa prestazione il 22 febbraio, in una vittoria casalinga per 105-98 contro i Boston Celtics. Il 19 gennaio 2014 ha segnato 38 punti in una sconfitta per 108-93 sul campo degli Oklahoma City Thunder. Il 18 marzo 2014 ha fatto registrare la prima tripla doppia in carriera, mettendo a referto 24 punti, 11 rimbalzi e 10 assist. A causa di un infortunio ha saltato 10 delle ultime 12 partite di regular season, chiudendo la stagione con medie di 20,3 punti, 2,9 rimbalzi, 6,3 assist, 1,3 palle recuperate e 0,1 stoppate a partita (tutti massimi in carriera) in 34,7 minuti giocati di media a partita.

### Phoenix Suns (2014-2015)
Il 12 luglio 2014 firma un contratto sign-and-trade con i Kings e viene ceduto ai Phoenix Suns in cambio di 7 milioni di dollari e i diritti su Alex Oriakhi. Il 14 agosto 2015 si sottopone con successo ad una artroscopia del polso destro a seguito di un infortunio subito l'anno precedente. All'esordio con la maglia dei Suns registra 23 punti 3 assist e 1 rimbalzo nella vittoria contro i Los Angeles Lakers per 119-99. Nella gara successiva disputatasi il 31 ottobre 2014 mette di nuovo a referto 23 punti diventando il quarto giocatore dei Phoenix Suns, dopo Tom Chambers, A.C. Green e Tom Gugliotta a segnare almeno 23 punti nelle prime due gare di esordio con la squadra dell'Arizona.
Dopo aver saltato 8 incontri a causa di un infortunio alla caviglia, rientra in campo il 12 dicembre mettendo a segno 10 punti nella sconfitta per 103-105 contro i Detroit Pistons. Il 21 gennaio mette a segno il suo season-high segnando 27 punti nella vittoria per 118 a 113 contro i Portland Trail Blazers. Il 5 febbraio partecipa all'NBA Skills Challenge diventando così il più basso giocatore ad avervi preso parte.

### Boston Celtics (2015-2017)

#### Stagione 2014-2015 e 2015-2016

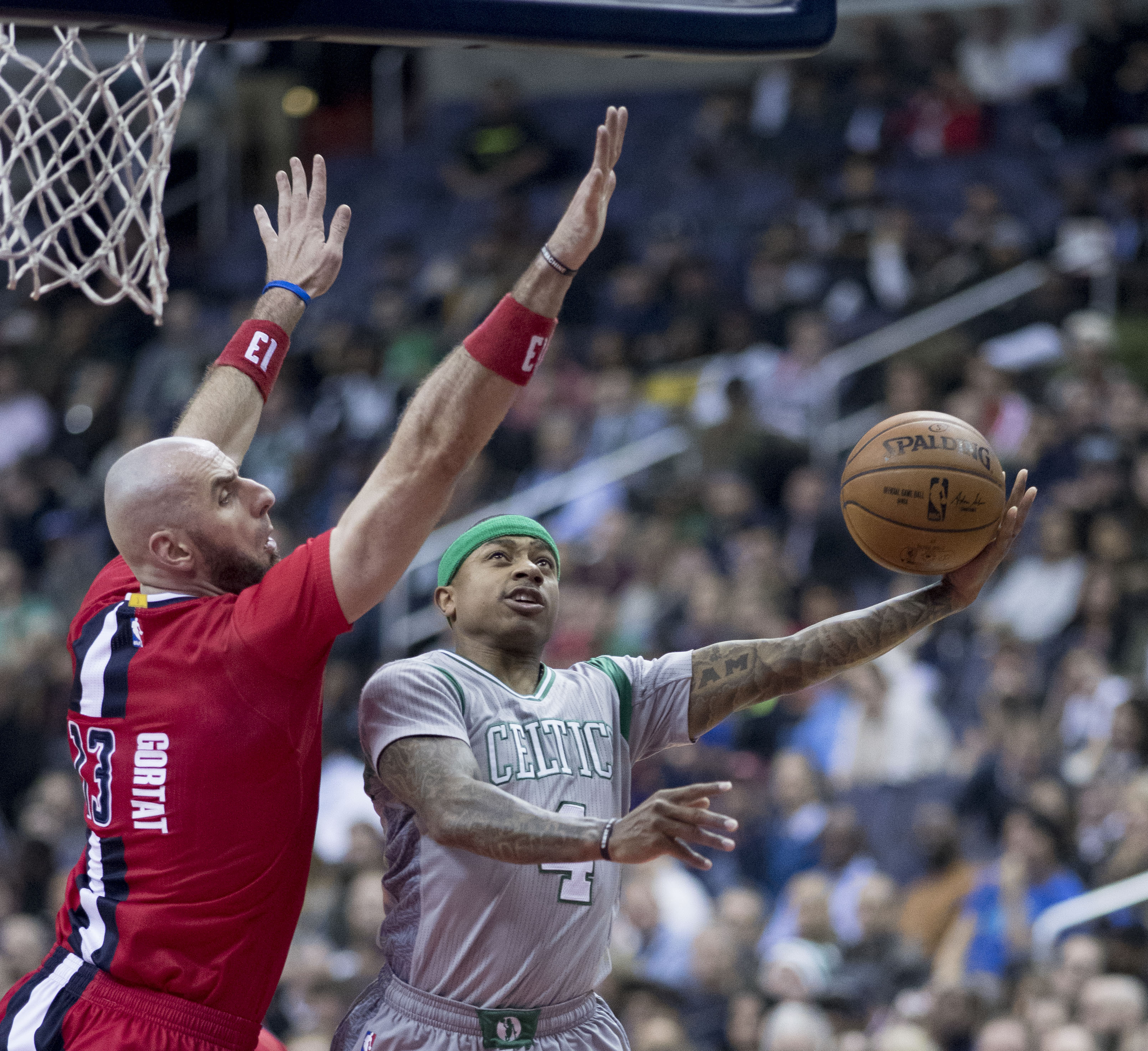
Thomas durante la stagione 2016-17

Il 19 febbraio 2015 viene ceduto ai Boston Celtics in cambio di Marcus Thornton e di una prima scelta protetta al Draft NBA 2016. Tre giorni dopo, partendo dalla panchina, mette a segno 21 punti e 5 rimbalzi nel suo debutto con la maglia dei Celtics. Il 2 marzo viene nominato giocatore della settimana della Eastern Conference. L'8 aprile, mettendo a referto 34 punti, registra il suo nuovo season-high; questa performance lo aiuta ad essere nominato per la seconda volta giocatore della settimana della Eastern Conference. Nel suo esordio ai playoff mette a segno 22 punti, 10 assist e 5 rimbalzi nella sconfitta contro i Cleveland Cavaliers. I Cavaliers vincono la serie in quattro gare e Thomas arriva secondo nelle votazioni per il Sixth Man Of The Year Award, dietro a Lou Williams.
Il 28 gennaio 2016 viene nominato riserva della Eastern Conference per l'All Star Game, diventando la scelta più bassa di sempre a partecipare alla competizione (dal tipo di Draft in vigore dal 1989) e il più basso di sempre assieme a Calvin Murphy. L'8 febbraio viene nominato Giocatore della Settimana della Eastern Conference. Il 24 aprile 2016 è il giorno del suo career-high (nei playoff) raggiunto in gara 3 contro gli Atlanta Hawks, in cui segna 42 punti, con 12/24 al tiro e 5/12 da tre punti. Grazie alla sua prestazione, Boston vincerà la prima partita della serie, portandosi sul momentaneo 2-1, per poi essere eliminata 4-2.

#### Stagione 2016-2017

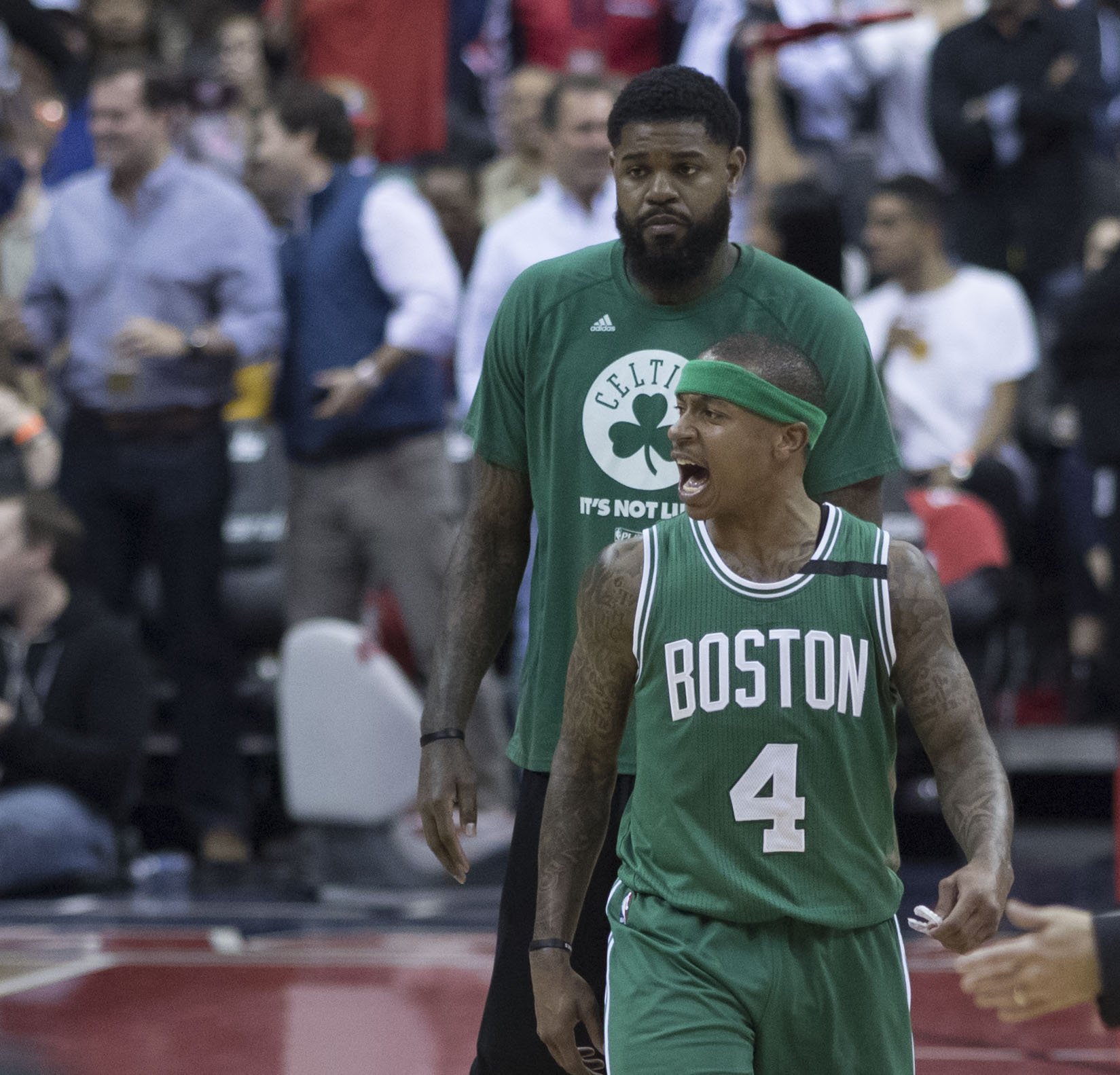
Thomas con Amir Johnson

Nelle prime 21 partite della stagione segna 20 punti in ogni incontro tranne uno. Il 20 dicembre segna 44 punti (inclusi 36 dopo l'intervallo) nella vittoria contro i Memphis Grizzlies (112-109), segnando anche 7 triple. Il 30 dicembre 2016, nella vittoria contro i Miami Heat, mette a referto un nuovo career-high con 52 punti (6/13 da 2, 9/13 da 3, 13/13 tl), 29 dei quali nell'ultimo quarto dell'incontro. Thomas diviene, così, il quinto giocatore della franchigia a superare i 50 punti in un incontro. Il 4 gennaio 2017 nella gara vinta 115-104 contro gli Utah Jazz, oltre ad aver segnato 29 punti, realizza il proprio career-high di assist servendone 15. Durante il mese di gennaio mantiene una media di 32,9 punti per incontro, la terza migliore nella storia della franchigia dopo Paul Pierce e Larry Bird e viene eletto Giocatore del Mese. Il 16 febbraio, con i 29 punti messi a referto contro i Chicago Bulls, diventa il primo nella storia dei Celtics a superare quota 20 punti per più di 40 partite consecutive, superando il precedente record di John Havlicek, che durava dalla stagione 1971-1972. A fine stagione diventerà il terzo giocatore nella storia dei Celtics a segnare almeno 200 triple (assieme ad Antoine Walker e Paul Pierce) e il sesto a segnare almeno 2000 punti in stagione.

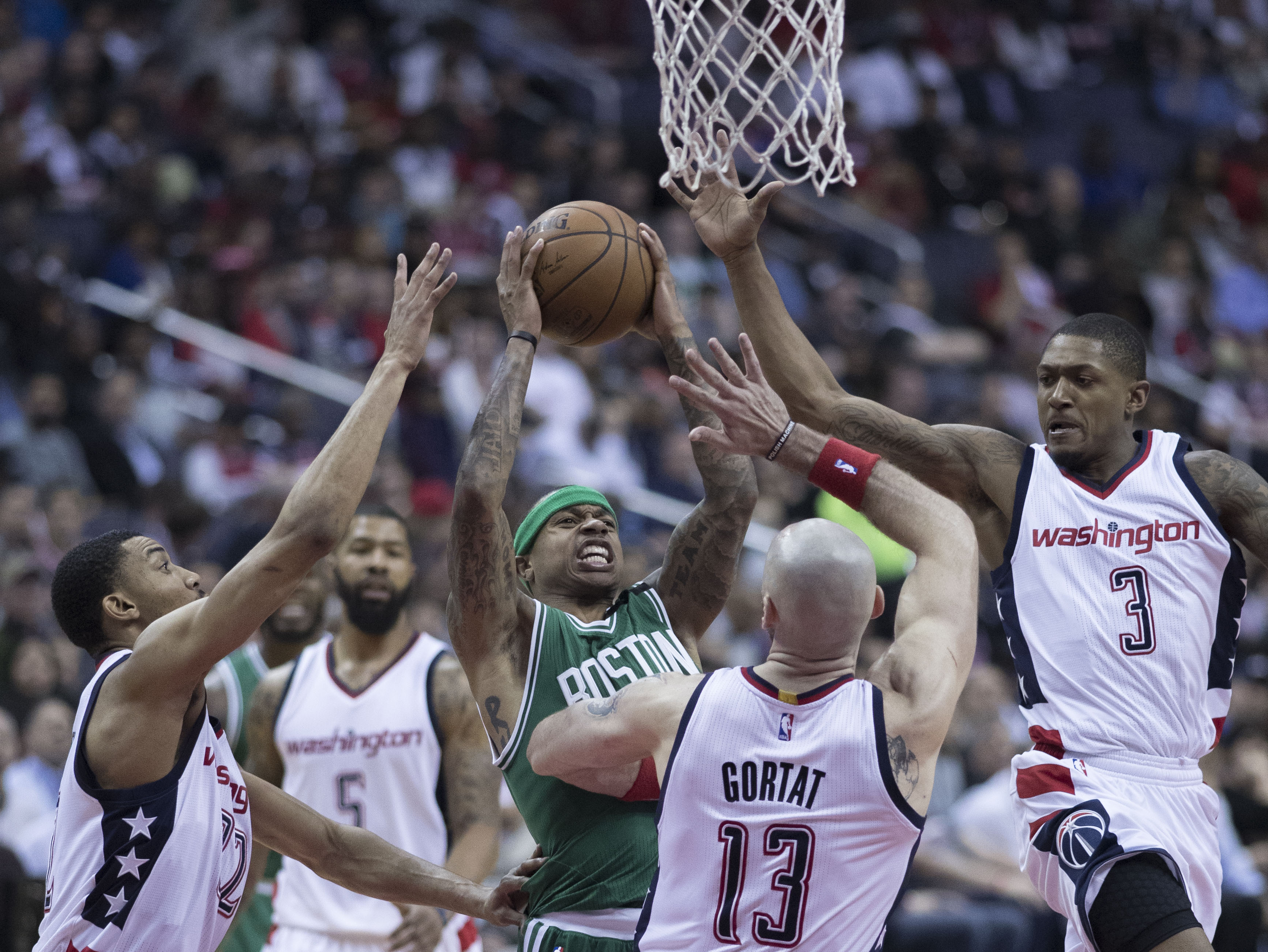
Thomas alle prese con i giocatori dei Washington Wizards durante i Playoffs 2017

Thomas aiuta Boston a superare i Bulls nel primo round dei Playoffs per 4-2 dopo aver scoperto che, il giorno prima dell'inizio della serie, la sorella Chyna era morta in un incidente automobilistico. Il 3 maggio 2017 Thomas segna 53 punti (di cui 29 nei 17 minuti finali) nella gara 2 delle semifinali della Eastern Conference contro i Washington Wizards. Diventa così il primo giocatore nella storia dei Boston Celtics ad aver superato quota 50 sia in regular season che nei playoff. Nella conferenza stampa post-partita, il playmaker di Boston dedica questo suo successo alla scomparsa sorella Chyna (deceduta in un incidente stradale il 15 aprile) che avrebbe compiuto, la stessa notte, 23 anni. Kobe Bryant, dopo la gara, coniò quello che a tutti gli effetti potrà essere il suo soprannome definitivo, The Mighty IT (Il Potente IT). Tra l'altro lo stesso Kobe diede molti consigli a Thomas per i playoffs. Nella gara 7 registra 29 punti e 12 assist aiutando Boston a battere 4-3 Washington e raggiungendo le Finali di Conference. Dopo aver perso le prime due gare contro Cleveland, salta il resto della serie (persa per 4-1) a causa di un infortunio all'anca.

### Cleveland Cavaliers (2017-2018)
Il 31 agosto 2017 Thomas passa ai Cleveland Cavaliers in una trade che lo vede coinvolto insieme ai compagni di squadra Jae Crowder e Ante Žižić, oltre che ad una prima scelta al Draft 2018 ed una seconda al Draft 2020. I Celtics ricevono in cambio Kyrie Irving, giocatore che ormai da tempo era in rotta con i Cavs e con il suo ex compagno di squadra LeBron James. Tuttavia ai Cavs non riesce ad ambientarsi dando anche molti problemi in spogliatoio, inoltre l'infortunio all'anca lo tormenta per la prima parte della stagione, costringendolo a non giocare. Il 2 gennaio 2018 Thomas esordisce in maglia Cavaliers, segnando 17 punti in soli 19 minuti contro i Portland Trail Blazers. Il 20 gennaio segna 24 punti contro gli Oklahoma City Thunder, partita persa 148 a 124.

### Los Angeles Lakers (2018)
L'8 febbraio 2018 viene scambiato, insieme a Channing Frye e una scelta al primo turno nel draft 2018, per Jordan Clarkson e Larry Nance Jr. con i Los Angeles Lakers. Registra 22 punti e 6 assist al suo esordio con i californiani, avvenuto con una sconfitta contro i Dallas Mavericks. Il 1º marzo 2018 mette invece a referto 29 punti e 6 assist nella partita vinta per 131-113 in casa dei Miami Heat. Il 29 marzo si sottopone ad un'operazione all'anca che lo costringe a stare fuori per il resto della stagione.

### Denver Nuggets (2018-2019)
Il 13 luglio 2018 firma un contratto annuale da 2 milioni di dollari con i Denver Nuggets. Il 14 febbraio 2019 disputa la sua prima partita al ritorno dall'infortunio nel successo per 120-118 contro i Sacramento Kings segnando 8 punti in 13 minuti.

### Washington Wizards (2019-2020)

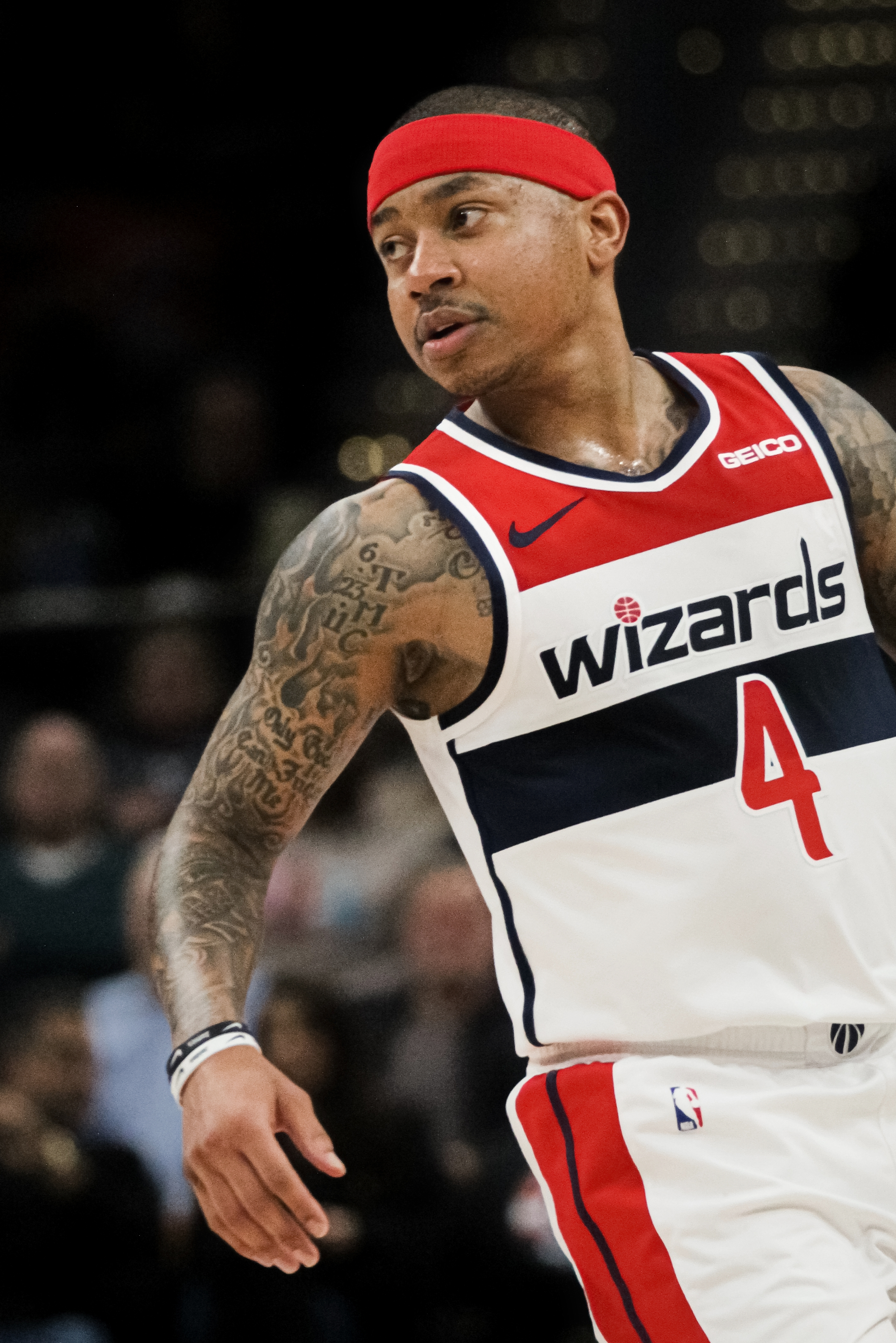
Thomas ai Washington Wizards nel 2019

Dopo l'esperienza nella franchigia del Colorado, il 10 luglio 2019 firma un annuale con i Washington Wizards.
Il 4 gennaio 2020 è stato espulso dopo soli 88 secondi nella sconfitta contro i Portland Trail Blazers.
Il 6 febbraio seguente, dopo avere disputato 40 partite con la franchigia capitolina, viene ceduto tramite una trade a 3 squadre, che ha coinvolto anche i New York Knicks, ai Los Angeles Clippers, salvo poi venire tagliato due giorni dopo.

### Tra NBA e G-League
Il 3 aprile 2021, Thomas ha firmato un contratto di 10 giorni con i New Orleans Pelicans.
Il 13 dicembre 2021, Thomas ha firmato con i Grand Rapids Gold della NBA G League. Ha debuttato il 15 dicembre contro i Fort Wayne Mad Ants, concludendo la partita con 42 punti, 8 assist e 6 rimbalzi in 42 minuti.
Il 17 dicembre 2021, Thomas ha firmato un contratto di 10 giorni con i Los Angeles Lakers. Al suo debutto stagionale, ha segnato 19 punti in 22 minuti nella sconfitta contro i Minnesota Timberwolves.
Il 29 dicembre 2021, Thomas ha firmato un contratto di 10 giorni con i Dallas Mavericks.
Il 14 febbraio 2022, Thomas è stato ingaggiato nuovamente dai Grand Rapids Gold della G League.
Il 3 marzo 2022, Thomas ha firmato un contratto di 10 giorni con i Charlotte Hornets. Il 12 marzo ha firmato un secondo contratto di 10 giorni. Il 22 marzo, Thomas è stato ingaggiato dalla franchigia per il resto della stagione.

## Statistiche

### College
| Anno      | Squadra            | PG  | PT  | MP   | TC%  | 3P%  | TL%  | RP  | AP  | PRP | SP  | PP   |
| --------- | ------------------ | --- | --- | ---- | ---- | ---- | ---- | --- | --- | --- | --- | ---- |
| 2008-2009 | Washington Huskies | 35  | 34  | 28,4 | 41,8 | 29,1 | 68,6 | 3,0 | 2,6 | 1,1 | 0,1 | 15,5 |
| 2009-2010 | Washington Huskies | 35  | 35  | 31,1 | 41,5 | 32,7 | 73,2 | 3,9 | 3,2 | 1,1 | 0,1 | 16,9 |
| 2010-2011 | Washington Huskies | 35  | 35  | 31,9 | 44,5 | 34,9 | 71,9 | 3,5 | 6,1 | 1,3 | 0,1 | 16,8 |
| Carriera  | Carriera           | 105 | 104 | 30,4 | 42,6 | 32,5 | 71,3 | 3,5 | 4,0 | 1,2 | 0,1 | 16,4 |

### NBA

#### Regular Season
| Anno      | Squadra             | PG  | PT  | MP   | TC%  | 3P%  | TL%  | RP  | AP  | PRP | SP  | PP   |
| --------- | ------------------- | --- | --- | ---- | ---- | ---- | ---- | --- | --- | --- | --- | ---- |
| 2011-2012 | Sacramento Kings    | 65  | 37  | 25,5 | 44,8 | 37,9 | 83,2 | 2,6 | 4,1 | 0,8 | 0,1 | 11,5 |
| 2012-2013 | Sacramento Kings    | 79  | 62  | 26,9 | 44,0 | 35,8 | 88,2 | 2,0 | 4,0 | 0,8 | 0,0 | 13,9 |
| 2013-2014 | Sacramento Kings    | 72  | 54  | 34,7 | 45,3 | 34,9 | 85,0 | 2,9 | 6,3 | 1,3 | 0,1 | 20,3 |
| 2014-2015 | Phoenix Suns        | 46  | 1   | 25,7 | 42,6 | 39,1 | 87,2 | 2,4 | 3,7 | 1,0 | 0,1 | 15,2 |
| 2014-2015 | Boston Celtics      | 21  | 0   | 26,0 | 41,1 | 34,5 | 86,1 | 2,1 | 5,4 | 0,6 | 0,0 | 19,0 |
| 2015-2016 | Boston Celtics      | 82  | 79  | 32,0 | 42,8 | 35,9 | 87,1 | 3,0 | 6,2 | 1,1 | 0,1 | 22,2 |
| 2016-2017 | Boston Celtics      | 76  | 76  | 33,8 | 46,3 | 37,9 | 90,9 | 2,7 | 5,9 | 0,9 | 0,2 | 28,9 |
| 2017-2018 | Cleveland Cavaliers | 15  | 14  | 27,1 | 36,1 | 25,3 | 86,8 | 2,1 | 4,5 | 0,6 | 0,1 | 14,7 |
| 2017-2018 | L.A. Lakers         | 17  | 1   | 26,8 | 38,3 | 32,7 | 92,1 | 2,1 | 5,0 | 0,4 | 0,1 | 15,6 |
| 2018-2019 | Denver Nuggets      | 12  | 0   | 15,1 | 34,3 | 27,9 | 63,0 | 1,1 | 1,9 | 0,4 | 0,1 | 8,1  |
| 2019-2020 | Wash. Wizards       | 40  | 37  | 23,1 | 40,3 | 41,3 | 81,6 | 1,7 | 3,7 | 0,3 | 0,2 | 12,2 |
| 2020-2021 | N.O. Pelicans       | 3   | 0   | 16,0 | 33,3 | 25,0 | 100  | 1,3 | 1,7 | 0,3 | 0,0 | 7,7  |
| 2021-2022 | L.A. Lakers         | 4   | 1   | 25,3 | 30,8 | 22,7 | 72,7 | 2,0 | 1,5 | 0,0 | 0,5 | 9,3  |
| 2021-2022 | Dallas Mavericks    | 1   | 0   | 13,0 | 37,5 | 0,0  | -    | 0,0 | 4,0 | 0,0 | 0,0 | 6,0  |
| 2021-2022 | Charlotte Hornets   | 17  | 0   | 12,9 | 43,3 | 39,7 | 93,3 | 1,2 | 1,4 | 0,4 | 0,2 | 8,3  |
| 2023-2024 | Phoenix Suns        | 6   | 0   | 3,2  | 30,0 | 50,0 | -    | 0,0 | 0,5 | 0,0 | 0,0 | 1,3  |
| Carriera  | Carriera            | 556 | 362 | 28,0 | 43,4 | 36,3 | 87,2 | 2,4 | 4,8 | 0,8 | 0,1 | 17,5 |

#### Play-off
| Anno     | Squadra        | PG | PT | MP   | TC%  | 3P%  | TL%  | RP  | AP  | PRP | SP  | PP   |
| -------- | -------------- | -- | -- | ---- | ---- | ---- | ---- | --- | --- | --- | --- | ---- |
| 2015     | Boston Celtics | 4  | 0  | 29,8 | 33,3 | 16,7 | 96,9 | 3,0 | 7,0 | 0,8 | 0,0 | 17,5 |
| 2016     | Boston Celtics | 6  | 6  | 36,7 | 39,5 | 28,3 | 80,9 | 3,0 | 5,0 | 0,7 | 0,8 | 24,2 |
| 2017     | Boston Celtics | 15 | 15 | 34,7 | 42,5 | 33,3 | 82,0 | 3,1 | 6,7 | 0,9 | 0,1 | 23,3 |
| 2024     | Phoenix Suns   | 1  | 0  | 4,0  | 0,0  | 0,0  | -    | 0,0 | 0,0 | 0,0 | 0,0 | 0,0  |
| Carriera | Carriera       | 26 | 21 | 33,2 | 40,4 | 30,1 | 84,2 | 3,0 | 6,1 | 0,8 | 0,3 | 21,7 |

#### Massimi in carriera
- Massimo di punti: 53 punti vs Washington Wizards (2 maggio 2017)[65]
- Massimo di rimbalzi: 11 vs Washington Wizards (18 marzo 2014)
- Massimo di assist: 15 vs Utah Jazz (3 gennaio 2017)
- Massimo di palle rubate: 5 (4 volte)
- Massimo di stoppate: 2 (3 volte)
- Massimo di minuti giocati: 48 vs. Miami Heat (26 febbraio 2013)

## Palmarès
- NBA Western Conference Rookie of the Month (marzo 2012, aprile 2012)
- NBA All-Rookie Second Team (2012)
- 2 volte NBA All-Star (2016, 2017)
- All-NBA Team:

Second Team: 2017